# Tribù Cowichan

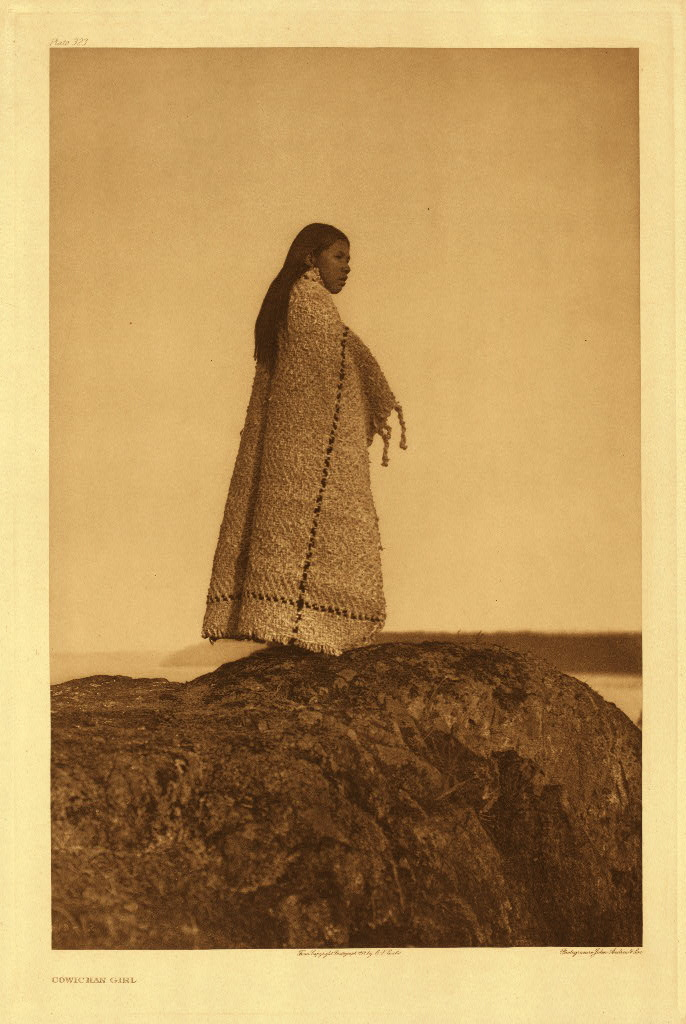
Ragazza Cowichan, 1913 (Edward Curtis).

L'insieme delle Tribù Cowichan, indicato in inglese con il nome di Cowichan Tribes, è la banda indiana dei Cowichan, un gruppo di Salish della costa che vive nella regione della Cowichan Valley sull'Isola di Vancouver. Con più di 3800 membri registrati, è la banda singola più grande delle Prime nazioni nella Columbia Britannica.
Quando la band venne creata in base alla Legge sugli Indiani, sette popoli vicini furono amalgamati in un'unica "banda." I Quamichan/Kw'amutsun sono il gruppo culturale più numeroso, ma la nazione include anche i Clemclemaluts (L'uml'umuluts), i Comiaken (Qwum'yiqun'), i Khenipsen (Hinupsum), i Kilpahlas (Tl'ulpalus), i Koksilah (Hwulqwselu) e i Somena (S'amuna').

## Area tribale

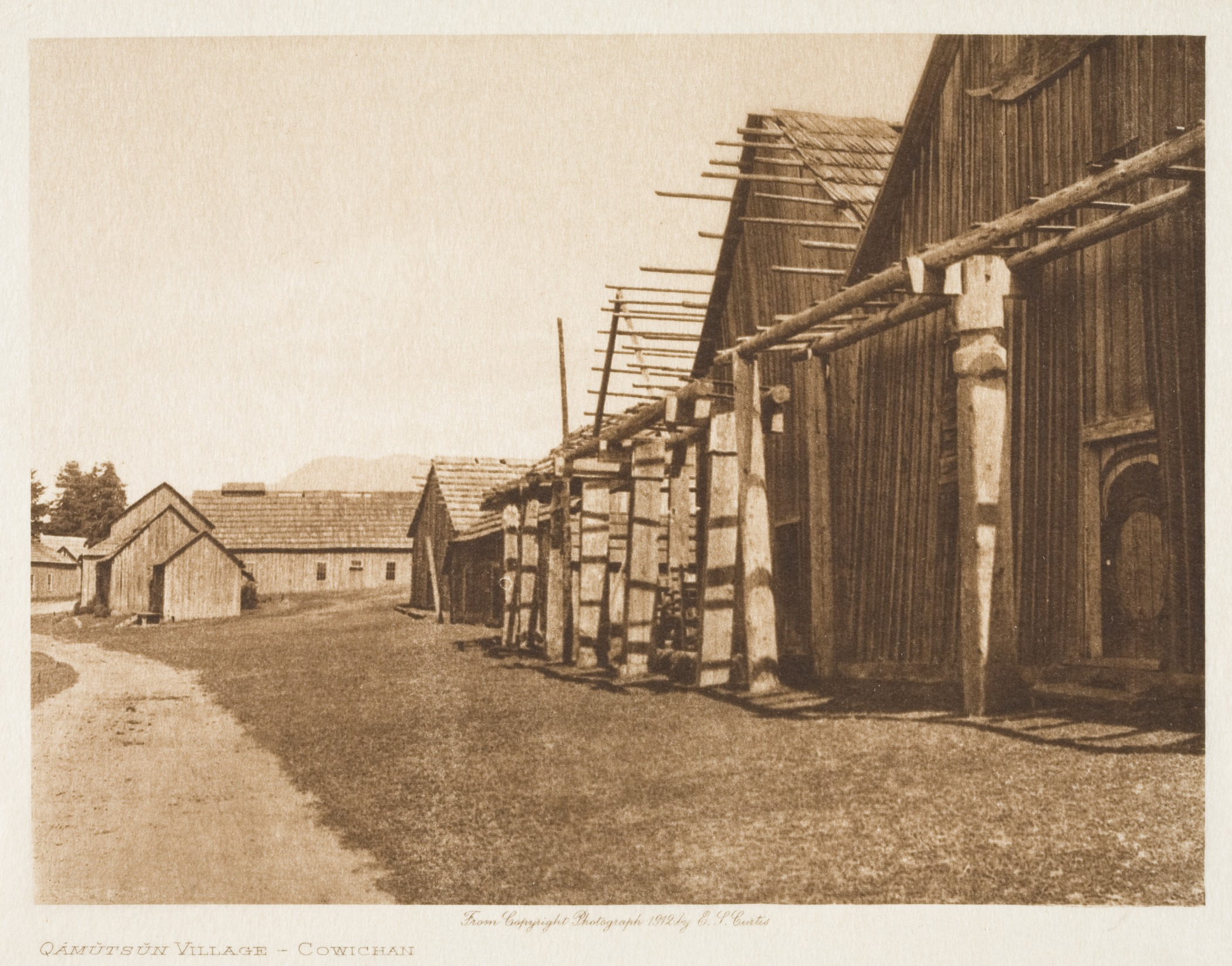
Qumutsun Village, 1912 (Edward Curtis).

Il territorio tradizionale dei Cowichan copriva l'intera Cowichan Valley, l'area che circonda Cowichan Lake, Shawnigan Lake e l'estesa zona tra le Isole Gulf e il fiume Fraser. La parte più bassa della Cowichan Valley, in particolare l'area che si estende dall'odierna posizione di Duncan giù verso Cowichan Bay (includendo la parte bassa di Koksilah River), era quella maggiormente abitata.
Attualmente, l'estensione della riserva complessiva è di 24 chilometri quadrati (5900 acri), composta da nove riserve, mentre il territorio tradizionale è di circa 1750 chilometri quadrati (100000 acri). La tribù comprende sette villaggi tradizionali (Kw'amutsun, Qwum'yiqun', Hwulqwselu, S'amuna', L'uml'umuluts, Hinupsum, Tl'ulpalus).

## Governo
Cowichan Tribes è governata da un consiglio di banda eletto costituito da un capo e 12 consiglieri, nell'ambito della Legge sugli Indiani. Esso è parte dello Hul'qumi'num Treaty Group che è attualmente alla Fase 4 (Accordo di Principio) del British Columbia Treaty Process.
The band is responsible for providing social programmes for children and families, education, health, housing, and social development.

## Affari di proprietà tribale
Cowichan Tribes attualmente possiede e gestisce il gruppo di compagnie Khowutzun Development Corporation (KDC), che include le seguenti compagnie affiliate con un fatturato combinato nel 2004 di 60 milioni di dollari:
- Khowutzun Mustimuhw Contractors Limited Partnership (KMCLP)
- Khowutzun Forest Services Limited Partnership (KFCLP)
- Khowutzun Millwork & Joinery Limited Partnership (KMJLP)
- Quw'utsun Cultural and Conference Centre (QCCC)

Le Tribù Cowichan sono note anche per un particolare tipo di lavoro a maglia, specialmente per i maglioni Cowichan.